# TAS2R50
TAS2R50 (англ. Taste 2 receptor member 50) – білок, який кодується однойменним геном, розташованим у людей на короткому плечі 12-ї хромосоми. Довжина поліпептидного ланцюга білка становить 299 амінокислот, а молекулярна маса — 34 558.
| 10         |  | 20         |  | 30         |  | 40         |  | 50         |
| ---------- |  | ---------- |  | ---------- |  | ---------- |  | ---------- |
| MITFLYIFFS |  | ILIMVLFVLG |  | NFANGFIALV |  | NFIDWVKRKK |  | ISSADQILTA |
| LAVSRIGLLW |  | ALLLNWYLTV |  | LNPAFYSVEL |  | RITSYNAWVV |  | TNHFSMWLAA |
| NLSIFYLLKI |  | ANFSNLLFLH |  | LKRRVRSVIL |  | VILLGTLIFL |  | VCHLLVANMD |
| ESMWAEEYEG |  | NMTGKMKLRN |  | TVHLSYLTVT |  | TLWSFIPFTL |  | SLISFLMLIC |
| SLCKHLKKMQ |  | LHGEGSQDLS |  | TKVHIKALQT |  | LISFLLLCAI |  | FFLFLIVSVW |
| SPRRLRNDPV |  | VMVSKAVGNI |  | YLAFDSFILI |  | WRTKKLKHTF |  | LLILCQIRC  |

A: Аланін

C: Цистеїн

D: Аспарагінова кислота

E: Глутамінова кислота

F: Фенілаланін

G: Гліцин

H: Гістидин

I: Ізолейцин

K: Лізин

L: Лейцин

M: Метіонін

N: Аспарагін

P: Пролін

Q: Глутамін

R: Аргінін

S: Серин

T: Треонін

V: Валін

W: Триптофан

Кодований геном білок за функціями належить до рецепторів, g-білокспряжених рецепторів, білків внутрішньоклітинного сигналінгу. 
Локалізований у мембрані.